# Mjerna tolerancija
Mjerna tolerancija je propisano dozvoljeno odstupanje oblika i dimenzija strojnih dijelova od apsolutno točnih. Da bi se omogućila funkcionalnost svakog strojnog dijela, unatoč nemogućnosti dosezanja apsolutne točnosti dimenzija i oblika, potrebno je u fazi konstruiranja propisati njihove prihvatljive dimenzije.
Oblici strojnih dijelova su općenito kombinacija različitih geometrijskih tijela, omeđeni s ravnim, valjkastim, stožastim, zavojnim i sličnim dimenzija dosjednih dijelova, oblika i međusobnih položaja pojedinih vanjskih površina. Nesavršenost svih elemenata, koji sudjeluju u proizvodnom procesu (radni strojevi, oruđa, materijali, ljudi) ima za posljedicu odstupanje ostvarenih dimenzija izratka od željenih. Isto tako, metode i alati mjerenja i kontrole, onemogućavaju apsolutno točno mjerenje ostvarenih dimenzija proizvedenog dijela.
Apsolutna točnost dimenzija i oblika strojnih dijelova, ne samo da nije moguća, nego nije niti nužno potrebna za pravilnu upotrebu stroja. Ponekad mjere i oblici dopuštaju veća, a nekad manja odstupanja. Izbor pravilnog stupnja točnosti pojedinih dimenzija i oblika dijelova stroja je zadatak konstruktora, koji mora uskladiti zahtjeve funkcionalnosti strojnih dijelova s ekonomičnošću izrade. Pri izboru, konstruktor mora poštovati funkciju, za koju je pojedini dio namijenjen, mogućnost izrade, kontrole i montaže, te zahtjeve ekonomičnosti. Veći stupanj točnosti zahtijeva se prije svega kod dimenzija, koje neposredno utječu na kinematiku stroja, kao i kod spojnih dimenzija dvaju ili više dijelova stroja.

## Vrste mjernih tolerancija
Razlikuju se sljedeće tolerancije:
- tolerancije dužinskih mjera strojnih dijelova,
- tolerancije oblika i položaja pojedinačnih površina strojnih dijelova,
- tolerancije kvalitete hrapavosti površina strojnih dijelova.

U pravilu se propisuju mjerne tolerancije samo za dimenzije dijelova, koji su važni za sparivanje s drugim dijelovima. Ostale dimenzije su tzv. slobodne mjere, čije odstupanje nazivnih vrijednosti praktično ne utječe na funkcionalnost strojnih dijelova, ako su ta odstupanja u granicama koje su određene uobičajenim proizvodnim postupkom. Obično za njih vrijede tolerancije slobodnih mjera, koje su određene postupkom obrade i svrstane u razrede, u ovisnosti o točnosti izrade, proizvodnog procesa i upotrebljavanih radnih strojeva. Sistem tolerancija slobodnih mjera tako daje konstruktoru povratne informacije o predviđenim odstupanjima dimenzija u određenom proizvodnom procesu. Po potrebi se na radioničkim crtežima strojnih dijelova daje primjedba o stupnju točnosti slobodnih mjera. One se pri kontroli izratka načelno ne kontroliraju, osim u iznimnim slučajevima (upadljivo velika odstupanja, veća odstupanja težine, itd.).
Izbor različitih stupnjeva točnosti izrade također ovisi o tipu proizvodnje. U procesu obrtničke maloserijske proizvodnje, zaključna faza obrade strojnih dijelova se obično izvodi u postupku montaže, čime se postiže veliki stupanj točnosti sastavnih dijelova i samog stroja. To ima za posljedicu da je obično isti postupak potrebno ponoviti i u slučaju zamjene dotrajalih i istrošenih dijelova, što dakako povećava troškove održavanja. U industriji s velikoserijskom proizvodnjom zahtjevi ekonomičnosti nalažu završnu obradu prije montaže. Zato je potrebno pojedinačne elemente izraditi neovisno jednog od drugog, uspješno ih sastaviti u cjelinu, i zamjenjivati bez naknadne obrade i prilagođavanja.

## Tolerancija dužinskih mjera i dosjed
Sistematizirane podatke o veličini dopuštenih odstupanja prilagođenih potrebama funkcionalnosti strojeva i mogućnostima ekonomične izrade i kontrole, sadržani su u standardiziranom sistemu tolerancija. U većini država, gdje spada i Republika Hrvatska, na snazi je ISO sistem tolerancija i dosjeda (ISO 286).
Nazivna mjera (Di, di) je određena zahtijevana mjera (cjelobrojna ili decimalna), na čijoj se osnovi određuju granične mjere, određene s gornjim i donjim odstupanjem. Gornja granična mjera (Dmax, dmax) je najveća dopuštena granica mjere, a donja granična mjera (Dmin, dmin) najmanja dopuštena granica, između kojih, uključno s njima samima, se mora nalaziti stvarna mjera (D, d) strojnog dijela. Dakle Dmin ≤ D ≤ Dmax, te dmin ≤ d ≤ dmax. Razlika između gornjeg i donjeg graničnog odstupanja naziva se mjerna tolerancija (TD, Td), ili ukratko tolerancija, a jednaka je također razlici gornje i donje granične mjere.
Tolerancija je apsolutna vrijednost i zbog toga je bez predznaka. Gornje odstupanje je algebarska razlika između gornje granične mjere i pripadajuće nazivne mjere i označava se slovima ES za vanjske mjere i es za unutrašnje mjere. Donje odstupanje je algebarska razlika između donje granične mjere i pripadajuće nazivne mjere, a označuje se slovima EI za unutrašnje mjere i ei za vanjske mjere. Nul-linija je, pri grafičkom prikazivanju graničnih mjera i dosjeda crta, koja označava nazivnu mjeru, i od koje mjerimo odstupanje. Stvarno odstupanje je algebarska razlika između stvarne izmjerene mjere i nazivne mjere, i mora se nalaziti između gornjeg i donjeg odstupanja, uključujući i njih.

### Dosjed
Dosjed je odnos dvaju oblikovanih elemenata (npr. provrt i osovina, utor i pero, itd.), koji imaju jednake nazivne mjere. Pri tom je jedan element određen unutrašnjom nazivnom mjerom (provrt) i uvijek okružuje drugi, koji je određen istom nazivnom mjerom (osovina). Oba dosjedna dijela imaju svoje tolerancije. Ovisno o izabranim tolerancijama, spregnuti dijelovi dosjedaju jedan u drugoga sa zračnošću ili s preklopom. Zračnost (razmak) nastaje kada je stvarna mjera osovine manja od stvarne mjere provrta. To je pozitivna razlika između mjere provrta i mjere osovine. Preklop nastaje kad je razlika između mjera negativna (promjer osovine veći od promjera provrta).

#### Labavi dosjed
Između sastavljenih dijelova je uvijek zračnost. To se osigurava odgovarajućim izborom položaja tolerancijskih polja, pri čemu je uvijek gornja granična mjera osovine manja od donje granične mjere provrta.

#### Čvrsti dosjed
Između sastavljenih dijelova je stalno preklop. To se osigurava takvim izborom položaja tolerancijskih polja, kod kojeg je donja granična mjera osovine uvijek veća od gornje granične mjere provrta. Takve dijelove moguće je sklapati samo uz pomoć uzdužne sile, ili grijanjem dijela s unutrašnjom mjerom - kako bi se ova privremeno proširila, odnosno hlađenjem dijela s vanjskom mjerom - kako bi se ova privremeno smanjila.

#### Prijelazni dosjed
Između spojenih dijelova može nastati zračnost ili preklop. To se postiže izborom položaja i kvaliteta tolerancijskih polja, tako da se tolerancijska polja u cijelosti ili djelomično prekrivaju. Dakle, dosjed može bit čvrst ili labav, ovisno o stvarnim mjerama osovine i provrta. Sastavljanje dijelova s prijelaznim dosjedom je izvedivo ručno, ali i upotrebom uzdužne sile.

## Tolerancija oblika i položaja
Pored odstupanja dužinskih mjera strojnih dijelova dolazi, u većoj ili manjoj mjeri, i do odstupanja njihovih konturnih linija i površina od idealnih geometrijskih oblika. Zbog toga nije moguće postići točno nalijeganje površina i podudaranje osi. Uzroci odstupanja oblika i položaja su u osnovi isti kao i uzroci odstupanja dužinskih mjera.

## Tolerancija hrapavosti površine
Hrapavost površine je u općem smislu mikrogeometrijska nepravilnost površine, koja nastaje tijekom postupaka obrade ili drugih utjecaja. Hrapavost površine u određenim slučajevima bitno utječe na radna svojstva strojnih dijelova, posebno na mjestima međusobnog spoja pojedinih elemenata (trenje, zračnost, podmazivanje). Općenito, strojni dijelovi s manjom hrapavošću imaju veću dinamičku čvrstoću, veću otpornost na koroziju, veću sposobnost nalijeganja, bolje prenose toplinu itd. Kako je postizanje niskog stupnja hrapavosti uvijek povezano s duljim i skupljim postupcima obrade, ono ima za posljedicu povećanje cijene strojnog dijela.